# Sent Julian de Garona
Sent Julian de Garona (francès Saint-Julien o Saint-Julien-sur-Garonne) és un municipi del departament francès de l'Alta Garona, a la regió d'Occitània.
La batalla de Salvetat, una de les batalles de la croada albigesa, fou lluitada en setembre de 1217 en la que les tropes de Ramon VI de Tolosa van derrotar els croats de Simó de Montfort i van poder prendre Tolosa de Llenguadoc el 13 de setembre, però els croats ràpidament la posaren en setge i la van recuperar després de vuit mesos, el juny de 1218, i durant el qual va morir el mateix Simó de Montfort.